# Félix Paredes (futbolista)
Félix Paredes (n. Resistencia, Argentina, el 20 de diciembre de 1986) es un futbolista argentino que juega de delantero y su equipo actual es el Deportes Copiapó de la Primera B de Chile de Chile. 
Debutó profesionalmente nn el 2004 jugando por el club Fernando de la Mora, equipo que ya estaba haciendo se estrenó en la Primera División del fútbol paraguayo y jugó varios partidos por ese club, en la máxima categoría de su país, anotando pocos goles.
En el 2009 ficha en Real Arroyo Seco equipo que juega en el Torneo Argentino A de Argentina, siendo este su primer club en el extranjero, allí tuvo un fugaz paso porque no fue titular permanentemente, pese a eso jugó en ese club por 2 temporadas.
En el 2011 partió a Chile para jugar en el Deportes Copiapó de la Primera B de Chile de Chile, siendo uno de los paraguayos que reforzó a este club, para el campeonato de Primera B del presente año, junto al seleccionado paraguayo Ever Caballero y el defensor Oscar Centurión.

## Clubes
| Club                | País      | Año       |
| ------------------- | --------- | --------- |
| Fernando de la Mora | Paraguay  | 2008      |
| Real Arroyo Seco    | Argentina | 2009-2010 |
| Deportes Copiapó    | Chile     | 2011      |

- Datos: Q5488883